# 马来西亚死刑制度
死刑是马来西亚的一种法律制裁。強制死刑和無期徒刑於2023年4月3日通過法案廢除，強制死刑以鞭刑和30至40年徒刑取代，無期徒刑則以新的刑期取代。
这是对勒索、綁架、谋杀、贩毒、叛国和对抗最高元首的强制性惩罚措施。自2003年，该法律的范围已扩大至恐怖主义行为。任何涉及恐怖主义的行为，包括为恐怖分子提供财政支持，都将面对死刑的判决。此外，在马来西亚，儿童强奸犯或导致受害者死亡的强奸犯将会被强制执行死刑。根据马来西亚的1961年刑法规定，绑架罪須判以无期徒刑或死刑，並附加鞭刑。
只有高等法院具有死刑案件的管辖权。凡被高等法院定罪均自动享有向上诉法院或联邦法院上诉的权利。被定罪者的最后申诉方式是申请特赦或宽赦。统治者会议或州元首有权授予其州属的罪案特赦或宽恕。若罪案发生在联邦领土或涉及武装部队成员，则由国家元首审判。马来西亚《刑事诉讼法》第277条规定采用绞刑为死刑的执行方式。
孕妇和18岁以下未成年人不会被判处死刑。根据《刑事诉讼法》第275条规定，在判刑时已怀孕的妇女将被減為无期徒刑 ；而2001年《儿童法令》规定，未成年人罪犯将被关押，并依照犯罪地等候统治者会议或州元首发落，而不会被判处死刑。
马来西亚的死刑源于英国殖民时期所继承下来的普通法制度和伊斯兰教法所授权的某些惩罚。目前，马来西亚对于各种犯罪行为的死刑皆以英式長距墜落(long drop method)绞刑的方式执行。
自1970年至2001年，馬來西亞處決了359人。2016年，马来西亚执行9起死刑处决，判处36人死刑，并改判两起死刑案件。数据报告显示，马来西亚仍有1,042名死囚，其中包括413名外籍人士。但是在2023年之后经过法庭改判，死囚人数已经降至140人。

## 在2023年之前一定会被判为死刑的罪名（仅强制性）
以下会被判死刑的罪名：
- 对最高元首、统治者或州元首发动、企图发动或教唆他人发动战争 –《刑事法典》第121条文（参见：奥马乌纳组织反叛案件）
- 危害最高元首、统治者或州元首人身安全 –《刑事法典》第121A条文（强制性）
- 实施恐怖主义活动 –《刑事法典》第130C条文（强制性）
- 在马来西亚武装部队教唆并实施叛变 –《刑事法典》第132条文
- 谋杀 –《刑事法典》第302条文（强制性）（参见：莫納芬迪）
- 教唆未成年人或精神病人自杀 –《刑事法典》第305条文
- 企图谋杀 –《刑事法典》第307（2）条文（强制性）
- 意图谋杀而绑架或劫持 –《刑事法典》第364条文
- 劫持人质致死 –《刑事法典》第374A条文（强制性）（参见：半山峇监狱挟持人质事件）
- 强奸致死 –《刑事法典》第376（4）条文
- 结伙抢劫致死 –《刑事法典》第396条文
- 贩运危险药物 –《1952年危险毒品法令》39B条文（强制性）（参见： 巴洛和钱伯斯的死刑）
- 预谋犯案之下开枪 –《1971年军火法令（增刑）》第3条文（强制性）
- 同谋开枪 –《1971年军火法令《增刑）》第3A条文（强制性）
- 在安全区域内，持有枪械、弹药及炸药 –《1960年内安法令》第57(1)条文（强制性）（参见：莫达清）
- 与安全区域内携带或持有武器或炸药的人同伙 –《1960年内安法令》第58（1）条文
- 以勒索财物为目的绑架、非法限制他人人身自由或非法拘禁 –《1961年绑架法令》第3（1）条文

## 危险药物法令
一个人若持有一定数量的危险药物，便会被视为贩运毒品。 根据《1952年危险毒品法令》第39B条文，持有15克或以上海洛因和吗啡、1000克或以上鸦片（生鸦片或精制鸦片）、200克或以上大麻、40克或以上可卡因者将被判强制性死刑。 法院已申明，若要确立表面案件的成立，必须证明被告实际上持有该毒品，且该被告必须知道他持有危险药物。 一旦通过死刑判决，该判决应传递于作出该判决的州属之首席部长，当中包含关于案件中证据的说明和关于法官对此判决的意见的报告。 该部长可作出死刑执行时间和地点或减轻刑罚的决定。 
法院意识此判决的严重性，在某些情况下亦尽可能地减轻刑罚。法院采用的方法之一是确保检方严格遵守判决程序。 审判该案件的法院必须密切注意提呈的证据，以确保作出的判决是正确的。当报告缉获的毒品数量与法医实验室所收到的毒品数量略有不同时，法院亦会宣判无罪。 数量差异为10.21克。

## 2009年普遍定期审议
马来西亚已被联合国人权理事会在普遍定期审议中评估审议两次。第一次为2009年，另一次为2013年。2009年，马来西亚在其国家报告中表示，死刑只适用于最严重的罪行，且符合《公民权利和政治权利国际公约》第6条规定。 他们还认为，死刑的判决必须满足法律制度中实施几项保障措施，方可通过。
在提交审查意见的各种非政府组织中，有三个组织提及有关死刑的摘要。第一个是马来西亚人权委员会。他们的报告指出，他们反对死刑和无期徒刑的判决，并建议此类情况应通过特赦委员会进行审查。 国际特赦组织报告说，虽马来西亚正进行如此严厉的惩罚，但实际上很少将与执行死刑相关的信息公之于众。这包括有关处决的时间、人物和执行者。
在同一份报告中，据“马来西亚反死刑组织”，截至2008年1月，马来西亚仍有300名死囚，其中大多数与毒品罪行有关。 马来西亚非政府组织联盟在普遍定期审议进程中表示，他们采取与国际特赦组织相同的立场，并指出死刑违反了《禁止酷刑和其他残忍、不人道或有辱人格的待遇或处罚公约》。 而工作小组报告，包含法国、吉布提、埃及和苏丹在内的一些国家已建议采取一系列行动来反死刑，当中包括彻底废除改正《公民权利和政治权利国际公约》和其相关标准。 马来西亚再次重申对此事的立场，并表示死刑仅适用于最严重的案件。然而，他们提及已试图修订《1975年（安全案件）基本条例》的相关规定，以废除对18岁以下未成年人执行死刑和鞭刑，同时考虑减轻刑罚，逐步走向彻底废除死刑。

## 著名案件
- 巴洛和钱伯斯的死刑，推行新立法后，首两个在马来西亚被施以绞刑处决的西方人。虽然澳大利亚反对执行死刑，但时任首相马哈迪·莫哈末毅然选择执行
- 德里克·格雷戈里，因贩毒罪，于1989年7月21日被施以绞刑处决的英国劳工。[22]
- 阿末纳吉，因谋杀资讯科技顾问王丽涓，于2016年9月23日被施以绞刑处决的前飞机清洗监督人员。[23]（参见：王丽涓谋杀案）
- 兄弟档拉麦希和沙西瓦南·贾雅库玛及古纳西加，因谋杀罪，于2016年3月25日被施以绞刑处决。此死刑处决被秘密执行，三人的家属在他们被处决的两天前才接到通知 [24]
- 澳洲妇女艾克斯波斯托于2014年12月在吉隆坡机场转机时，被发现携带重达1.1公斤的甲基苯丙胺（冰毒）。她面临的强制性死刑原被宣判无罪，但其后检察官对此审判提出上诉。上诉法院最终推翻了无罪释放，并可能在2018年5月将她判处死刑。[25]
- 桑吉塔·夏尔马，因贩运1公斤637.1克的甲基苯丙胺（冰毒），于2016年10月遭死刑处决的印度籍美容师。[26]
- Shahril Jaafar，涉嫌于2006年奸杀25岁的北大毕业生朱玉叶（英语：Chee Gaik Yap rape and murder），于2015年8月谋杀罪成而被判死刑。
- Rabidin Satir（英语：Rambo Bentong murders），人称“文冬杀人魔”，涉嫌在文冬杀害五人，包括17岁女中学生郭婉晶和31岁的Khairul Hazri Jamaludin，甚至犯下多数重案。最后于2014年和2015年分别以杀害郭婉晶和Khairul的两项罪名遭高庭定罪，被判两项死刑。
- Zulkipli Abdullah，涉嫌在沙捞越古普市刺杀两名来自英国的医大学生Aidan Brunger and Neil Dalton（英语：Kuching double murder）。于2015年被判死刑。
- 大馬校園霸凌案 6被告判死刑，涉嫌在馬來西亞國防大學霸凌21歲的祖法漢，2017年5月21日，馬來西亞警方將祖法漢的死亡定性為謀殺，並逮捕了36名涉案學生，其中6人被判處死刑，這6人中沒有分誰是主犯誰是從犯，一律判死刑。

## 死刑存廢
2018年希望聯盟執政後，曾一度考慮廢除死刑。同年10月10日，首相署部長劉偉強宣布內閣决议廢除死刑，並在死刑正式廢除前停止執行死刑，新法案將提交國會審議。2019年3月取消廢除死刑計畫，改廢除「絕對死刑」。
2023年4月3日，馬來西亞国会通过《2023年废除强制死刑法案》三读，废除7项法令下的强制死刑刑罚。
2017年5月21日因大馬校園霸凌祖法漢案被告判死刑案件，法官因情况严重改判死刑，是2023年废除强制死刑法案首次。